# 찻집 목록

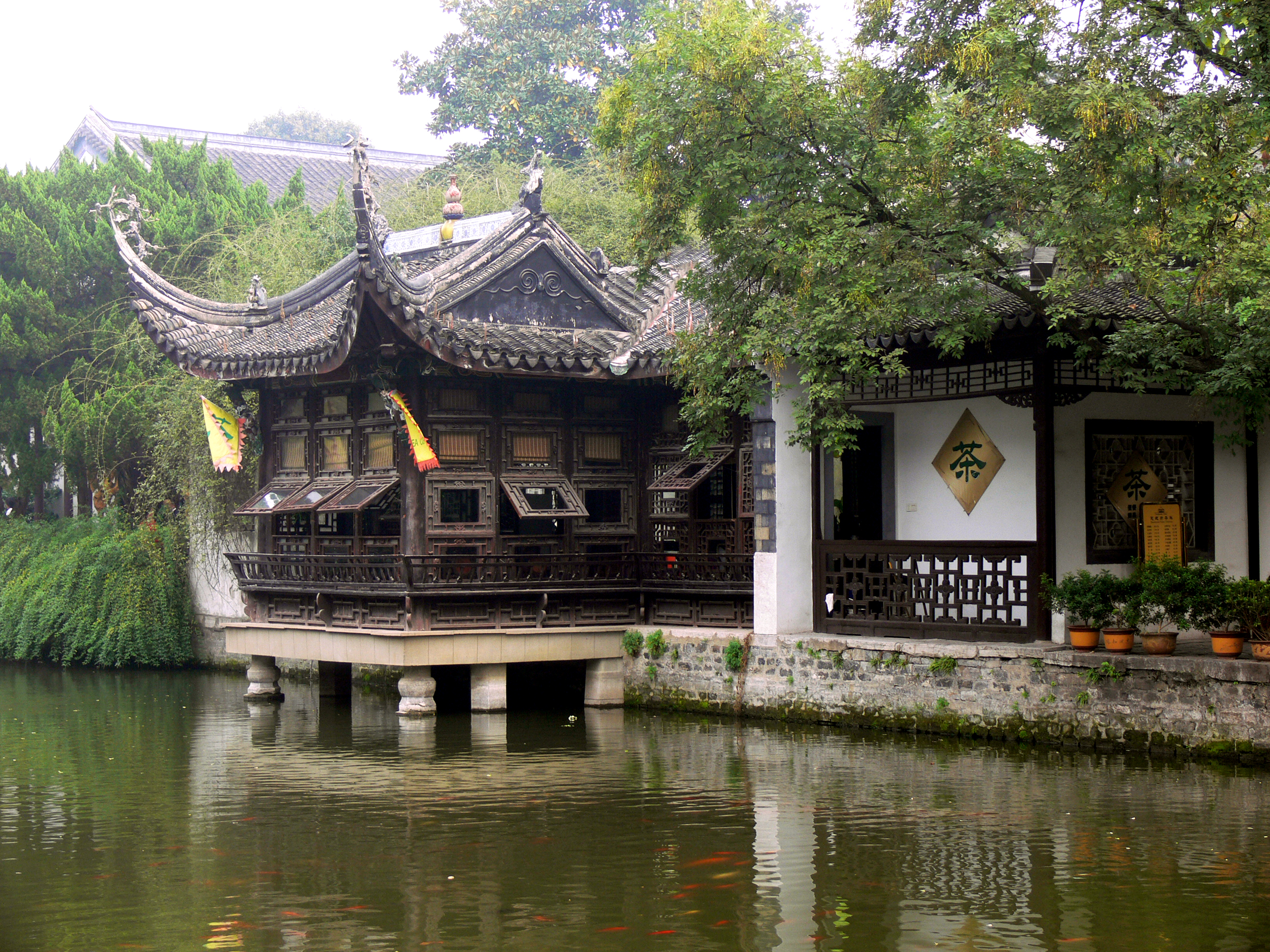
중국 난징에 있는 난징 총통부의 정원에 있는 찻집.

찻집 목록에서는 주요 찻집들의 목록을 나열한다.
찻집(영어: tea house)은 주로 차와 기타 가벼운 다과를 제공하는 식당이다. 때때로 이 식사를 '차'(tea)라고도 한다(그 식사에 대해서는 여기를 참조하라). 찻집의 기능은 그 지역의 문화에 따라 크게 다르지만 일반적으로 찻집은 보통 커피집처럼 사회적 상호 작용의 중심지이다. 어떤 문화에는 영어로 'tea house'(찻집), 또는 'tearoom'(차실(室))으로서의 자격을 갖춘 다양한 종류의 차가 중심이 되는 곳도 있다. 예를 들어, 영국이나 미국의 차실(茶室, tearoom)은 다양한 종류의 작은 케이크와 함께 애프터눈 티를 제공하기도 한다.

## 유럽
- Blauwe Theehuis, 암스테르담 위치.
- Délifrance, 프랑스의 국제 체인 제과점.
- Dobrá čajovna, 체코 기반의 국제 체인.
- TeaGschwendner, 독일 기반의 소매점 및 비스트로 국제 체인.

### 영국

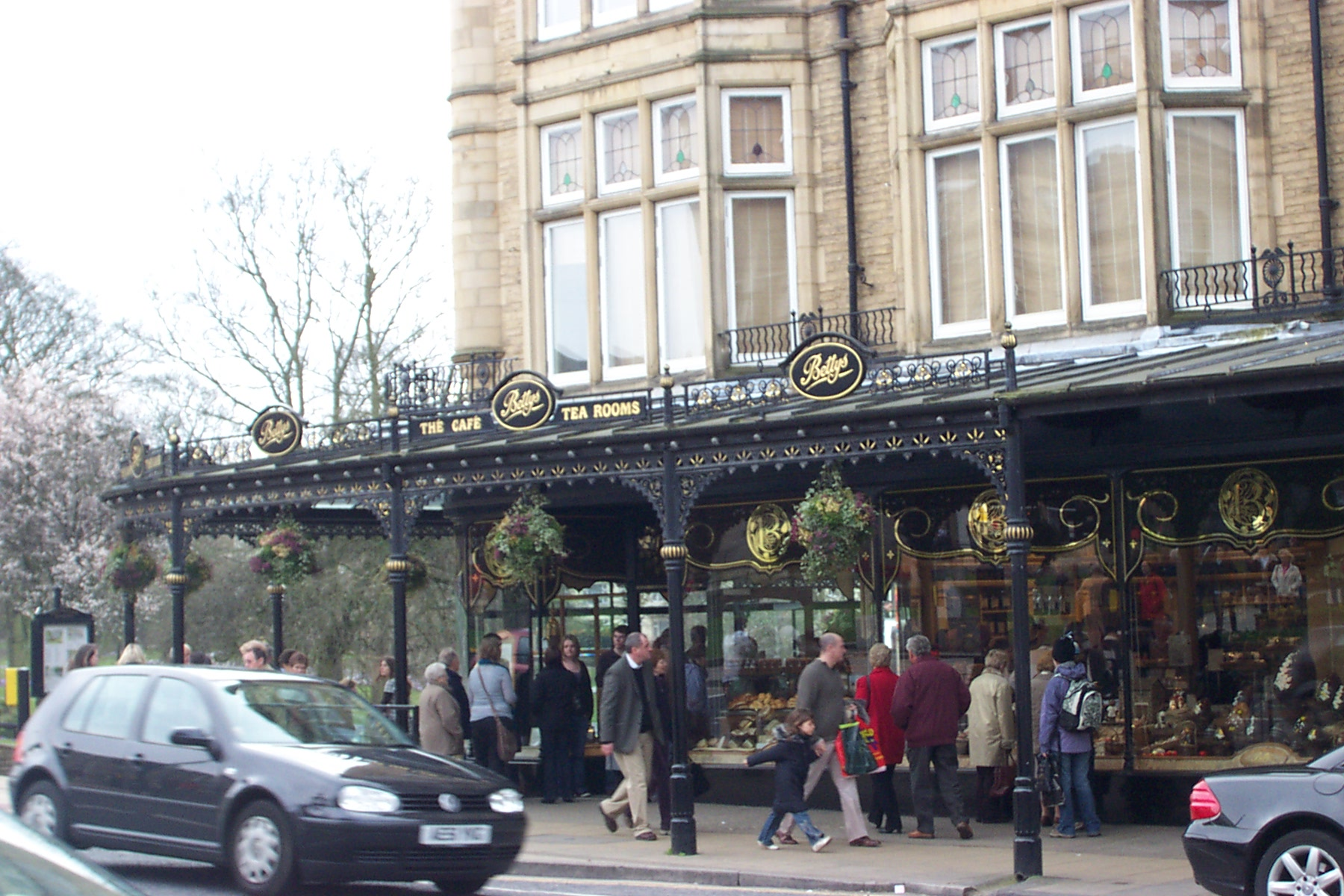
베티즈 앤드 테일러즈 오브 하로게이트

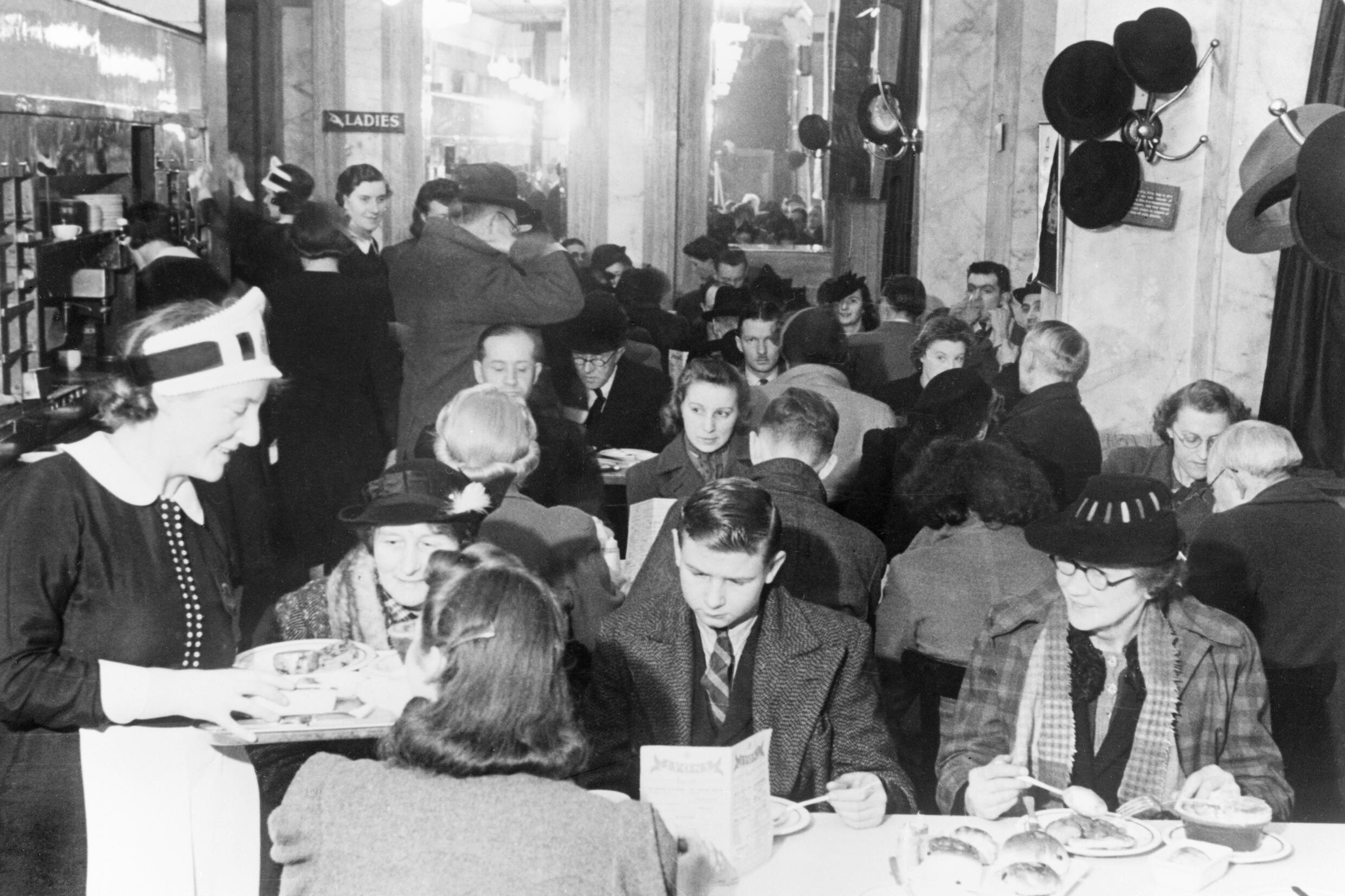
1942년 런던 코번트리 스트리트에 있는 코너하우스에서 애프터눈 티를 즐기는 사람들.

- ABC 티 숍(ABC tea shops), 지금은 없어졌다.
- 베티즈 앤드 테일러즈 오브 하로게이트(Bettys and Taylors of Harrogate), 요크셔의 체인.
- 잭슨 오브 피카딜리(Jacksons of Piccadilly)
- 라이언스 코너 하우스(Lyons Corner House), 지금은 없어졌다.
- 더 오처드(The Orchard), 캠브리지 외곽 지역인 그렌체스터 위치.
- 리빙턴 유니테리언 차펠(Rivington Unitarian Chapel), 현대식 빌라 찻집.
- Tchai-Ovna, 글래스고 음악회장.
- 윌로우 티룸(Willow Tearooms), 글래스고, 1903년 설립.

### 영국 이외에 있는 영국식 찻집
- 배빙턴즈 티 룸(Babington's tea room)
- 잉글리쉬 티 하우스 앤드 레스토랑(English Tea House and Restaurant), 말레이시아 위치.

## 미주

### 캐나다
- 레이크 아그네스 티 하우스(Lake Agnes Tea House), 알버타 위치.
- 플레인 오브 식스 글래시어스 티 하우스(Plain of Six Glaciers Tea House), 알버타 레이크루이스 위치.

### 미국

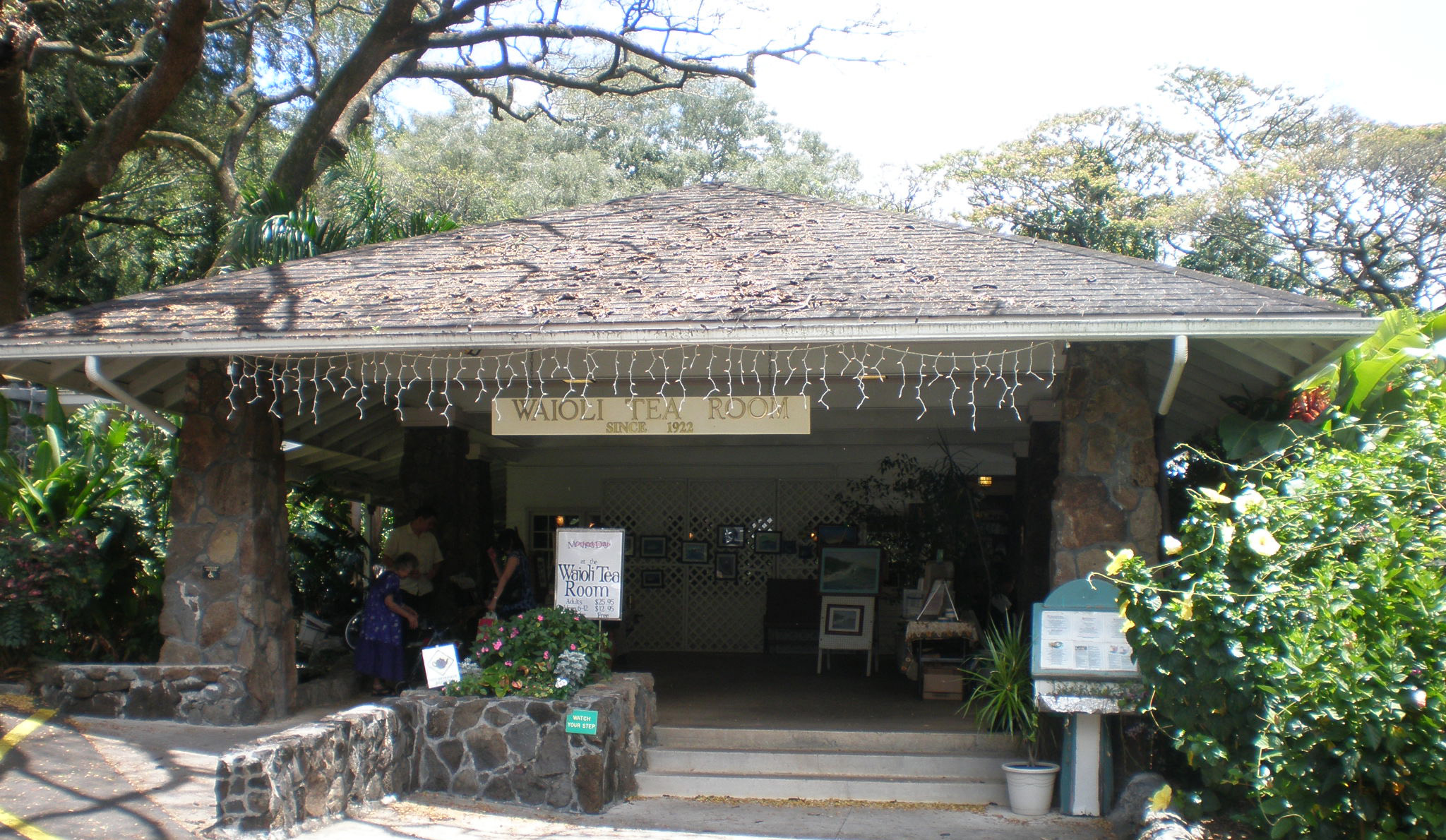
하와이 호놀룰루에 있는 셀레비이션 어미 와이올리 티 룸. 이곳은 미국 국립역사문화유산등록소에 등록되어 있다.

- 아르고 티(Argo Tea), 시카고 체인.
- 두샨베 티 하우스(Dushanbe Tea House)
- 롤리컵 커피 & 티(Lollicup Coffee & Tea), 버블 티 전문 체인.
- 셀레베이션 어미 와이올리 티 룸(Salvation Army Waiʻoli Tea Room), 하와이 위치.
- 테벨론 티(Tavalon Tea), 뉴욕 위치.
- 티럭스(Tealuxe), 체인.

## 아시아
- 브루크 본드 타지마할 티 하우스(Brooke Bond Taj Mahal Tea House), 인도 뭄바이 위치.
- 팩 티 하우스(Pak Tea House), 파키스탄 라호르 위치.

### 중국
- 차촨텡(茶餐廳), 중화권의 일반적인 찻집.
- 후춘 찻집(富春茶社)
- 루이 차실(陸羽茶室), 1933년 홍콩에서 설립됨.
- 티안푸밍차(天福茗茶), 중국의 찻집 회사.

### 일본

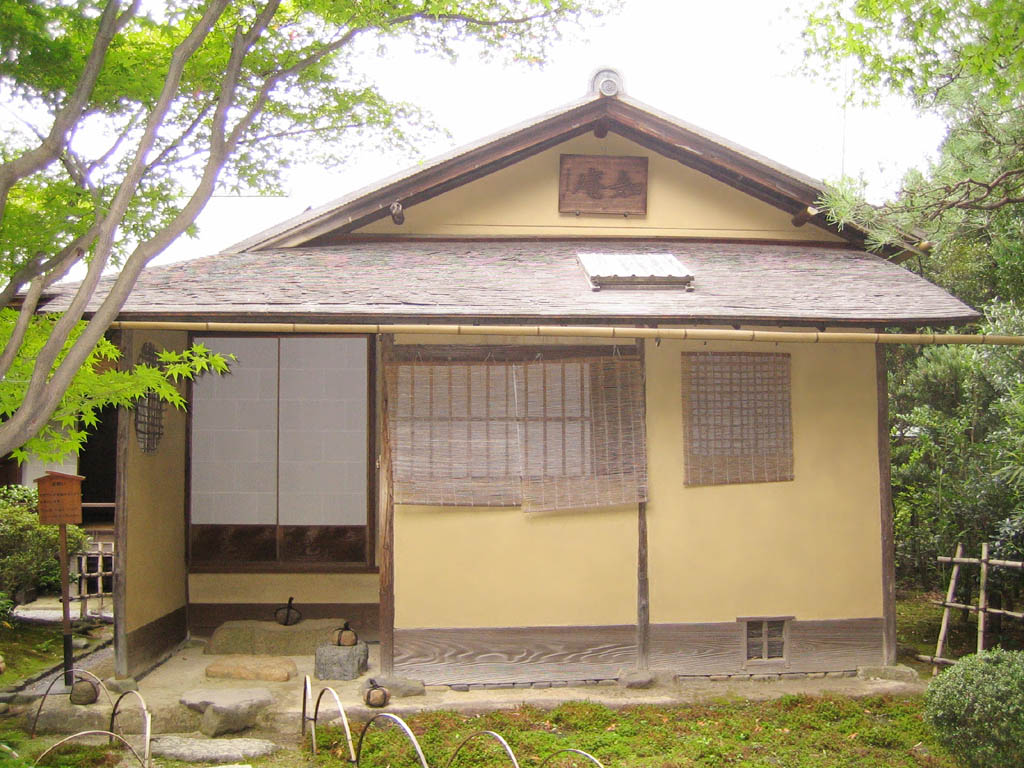
아이치 현 이누야마 시에 있는 죠안(일본의 국보).

- 차실(茶室 차시쓰[*]), 일본식 다도에 사용되도록 고안된 건축 공간.
- 죠안(如庵)
- 가쿠린테이(郭林亭)
- 메이메이안(明々庵)

### 대한민국
- 다방